# Trois Supermen dans l'Ouest
Série Les Trois Supermen
Les Trois Supermen dans la jungle
(1970) Les Trois Supermen du kung-fu
(1974)
Pour plus de détails, voir Fiche technique et Distribution.
Trois Supermen dans l'Ouest (...e così divennero i 3 supermen del West) est un film de science-fiction italo-espagnol sorti en 1973, réalisé par Italo Martinenghi.
C'est un des films qui utilisent les Trois Supermen, série à laquelle se sont prêté plusieurs réalisateurs, et qui a commencé avec Les Trois Fantastiques Supermen (I fantastici 3 Supermen sorti en 1967). Ce film est une comédie de science-fiction qui met en scène un voyage dans le temps pour envoyer les trois protagonistes dans l'époque des westerns.

## Synopsis
George, Sal et Brad essaient de récupérer des trésors anciens grâce à une machine à remonter le temps qui les propulse dans le Far-West.

## Fiche technique
- Titre français : Trois Supermen dans l'Ouest[2]
- Titre original italien :  ...e così divennero i 3 supermen del West
- Titre espagnol : Los tres superhombres en el Oeste
- Réalisation : Italo Martinenghi
- Scénario : Italo Martinenghi, Antonio Cesare Corti, George Martin
- Genres : film d'action, comédie, film de science-fiction, western spaghetti
- Musique : Roberto Pregadio
- Production : Claudio Grassetti pour Cinesecolo, Rofilm, Roma Film, Transcontinental
- Photographie : Jaime Deu Casas
- Montage : Manlio Camastro
- Durée : 95 minutes
- Maquillage : Teresa Cicchetti
- Pays de production :  Italie,  Espagne
- Langues originales : italien, espagnol
- Année de sortie : 1973
  - France : inédit à Paris, diffusé en province[2]

## Distribution
- George Martin : George
- Sal Borgese : Sal
- Frank Braña : Brad
- Ágata Lys : Yolanda / Agata
- Luigi Bonos : professeur Aristide Panzarotti
- Cris Huerta : Jake Patch
- Angelo Santaniello
- Gianclaudio Jabes
- Fernando Bilbao (sous le pseudo de Fred Harrison) : shérif Canticchia
- Juan Taberner : Oliver
- Vittorio Fanfoni : américain
- Luigi Antonio Guerra
- José Canalejas : Buffalo Bill
- Ignazio Spalla (sous le pseudo de Pedro Sanchez) : Navajo Joe
- Fernando Sancho : directeur du FBI
- Antonio Casas : révérend
- Luis Barboo
- Barta Barri : femme au saloon

## Accueil critique
« Martinenghi, molti anni prima di Zemeckis e del suo Ritorno al futuro, si serve della macchina del tempo per allestire uno scanzonata rassegna di set cinematografici dei generi di serie B (non mancano sequenze ambientate nella preistoria "rubate" forse ad un film giapponese), con predominanza dello spaghetti western. I saloon chiassosi, le sgangherate prigioni dello sceriffo, la diligenza, il becchino del villaggio e l'attraente figlia di un pastore protestante fanno da contorno alle avventure dei tre supermen nostrani, questa volta un po' più commedianti e più pasticcioni del solito. »
— Critique sur Fantafilm

« Martinenghi, bien des années avant Zemeckis et son Retour vers le futur, utilise la machine à remonter le temps pour monter une collection rapide des décors de films de série B (les séquences se déroulant dans la préhistoire "volées" peut-être dans un film japonais ne manquent pas), avec une prédominance de westerns spaghetti. Les saloons bruyants, les prisons délabrées du shérif, la diligence, le fossoyeur du village et la jolie fille d'un pasteur protestant entourent les aventures de nos trois supermen, cette fois un peu plus comiques et plus maladroits que d'habitude. »